# Informe Dasgupta
El informe Dasgupta (en inglés The Dasgupta
Review) es un informe encargado por la Tesorería de Su Majestad del departamento gubernamental del Reino Unido responsable de la política económica en 2019, publicado el 
02 de febrero de 2021 (4 años, 2 meses y 23 días), antes de la 15.ª conferencia de las Partes (COP15), la conferencia de las Naciones Unidas sobre Biodiversidad de 2022, del Convenio sobre la Diversidad Biológica, es una revisión global e independiente sobre la economía de la biodiversidad dirigida por el profesor Sir Partha Dasgupta (economista, físico y matemático), contando con un grupo asesor representantes de políticas públicas, la ciencia, la economía, las finanzas y los negocios. Este informe supone un gran avance desde el informe Stern, liderado por Nicholas Stern, en el se demuestra que no aplicar medidas de mitigación y adaptación es mucho más caro en el largo plazo, es decir, la inacción ante el cambio climático incrementará sus costos en el largo plazo.
En el informe Dasgupta se realiza un trabajo teórico y de medición del crecimiento en relación con el medioambiente, aportando soluciones locales, nacionales e internacionales (crear una institución supranacional). Este informe contribuye a replantear el valor que le damos a la biodiversidad, por tanto, de la política y financiamiento del capital natural, además, establece un marco integral para comprender la economía de la biodiversidad. La naturaleza se visualiza como un activo al que se debe fortalecer para una evaluación integral del crecimiento económico, transformándolo en un problema de gestión de cartera de activos, es decir, de administración pública.

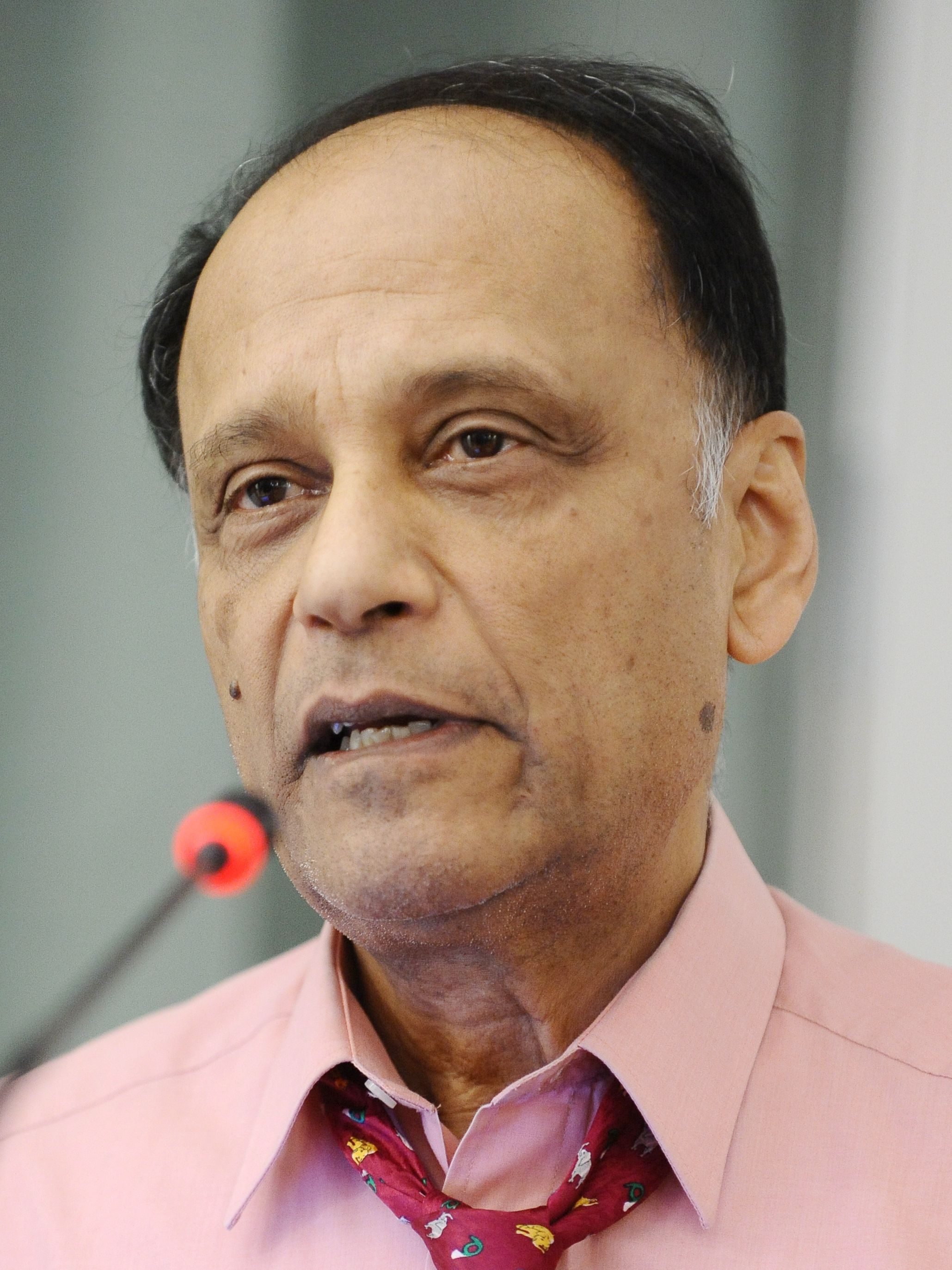
El economista Sir Partha Dasgupta

El informe trabaja en construir modelos en economía que tomen en cuenta el precio o valor social y la importancia de la naturaleza, con especial énfasis en el crecimiento económico (por tanto, del éxito económico), economía de recursos naturales (con el fin de proteger y mejorar el medio ambiente) y el desarrollo económico (por tanto, nuestra propia prosperidad).

Lo que yo quería era reescribir la economía de forma que la economía humana se entretejiera perfectamente con la naturaleza, reconocer que la economía humana está integrada en la naturaleza, que no es algo externo a nosotros. No basta con añadir algunos fragmentos aislados sobre el funcionamiento de la naturaleza a los modelos económicos existentes, como hemos hecho con el carbono y el cambio climático, y decir: «Ya está, ahora aspiramos a cero neto, podemos seguir creciendo indefinidamente».

La integración del valor de la naturaleza en la toma de decisiones debemos cambiar las métricas con las que evaluamos el éxito económico, por lo que deberemos superar nuestra dependencia al Producto Interno Bruto (PIB) en la medición de la actividad económica, ya que no considera lo ambiental ni social, por una medición de «riqueza inclusiva» (capital humano + capital social + capital natural + capital físico).

## Recomendaciones implicadas (o resumen normativo)
Resumen de ideas políticas:
- Cuentas nacionales: valoración de los distintos tipos de capital natural y su inclusión en las medidas de la riqueza.
- Economía institucional: creación de una nueva organización internacional de regulación del uso de los recursos de patrimonio común de toda la humanidad, por ejemplo, los recursos marinos en la alta mar.
- Economía demográfica: Algo controvertido, pero debemos extralimitarnos en el mundo natural, mediante un marco que no vulnera el libre desarrollo de la sociedad, como una mayor educación, mejor salud reproductiva y mejorar el acceso a métodos anticonceptivos modernos.